# Anna Clara Manera

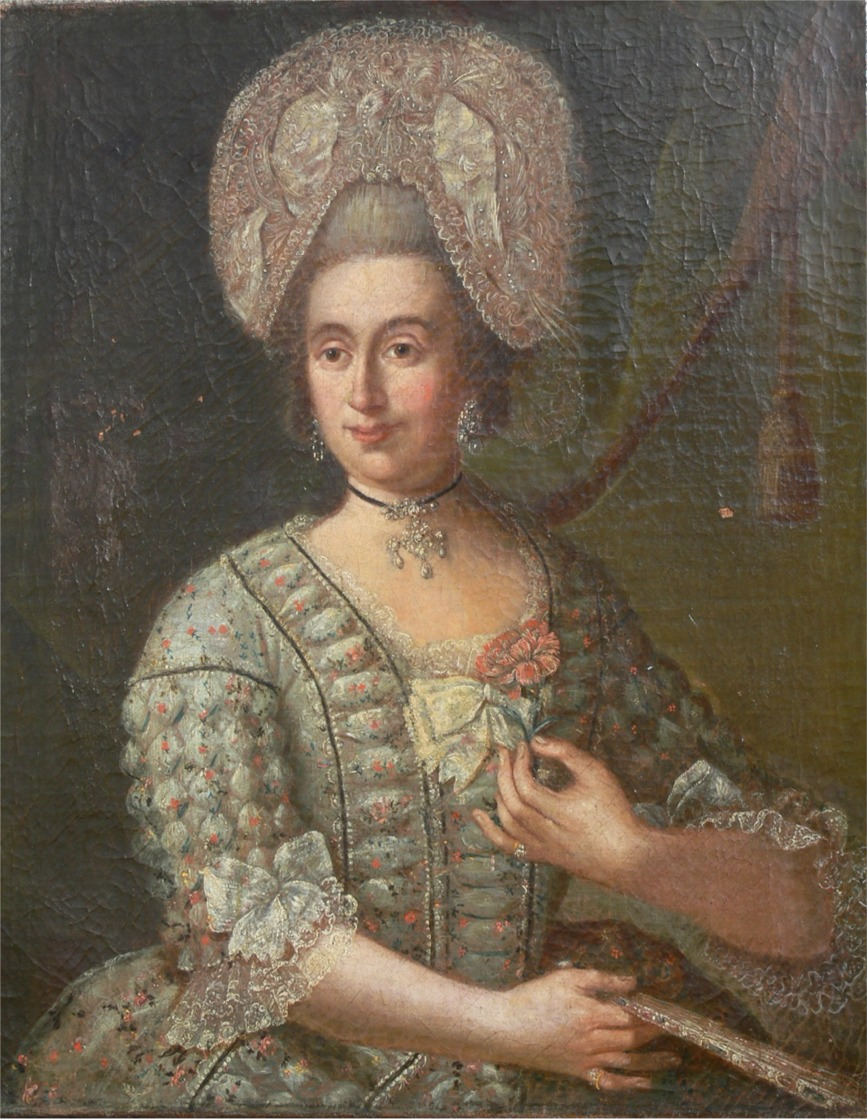
Anna Clara Manera - Historisches Ölgemälde

Anna Clara Manera (* 1700; † 27. Januar 1781 in Mainz) war eine wohlhabende Bürgerin der Stadt Mainz. Zusammen mit ihrem Sohn Jakob (1731–1780) ermöglichte sie durch eine Stiftung den Neubau der Orgel von St. Ignaz (Mainz). Dieser wurde 1779 bis 1781 vom Orgelbauer Joseph Anton Onimus für 3979 Gulden und 28 Kreuzer ausgeführt. Das eindrucksvolle klassizistische Orgelgehäuse auf der Empore über dem Haupteingang der Kirche hat mehrere Reparaturen der Orgel überstanden. Das Orgelwerk selbst wurde von Bernhard Dreymann 1837 neu gebaut. 

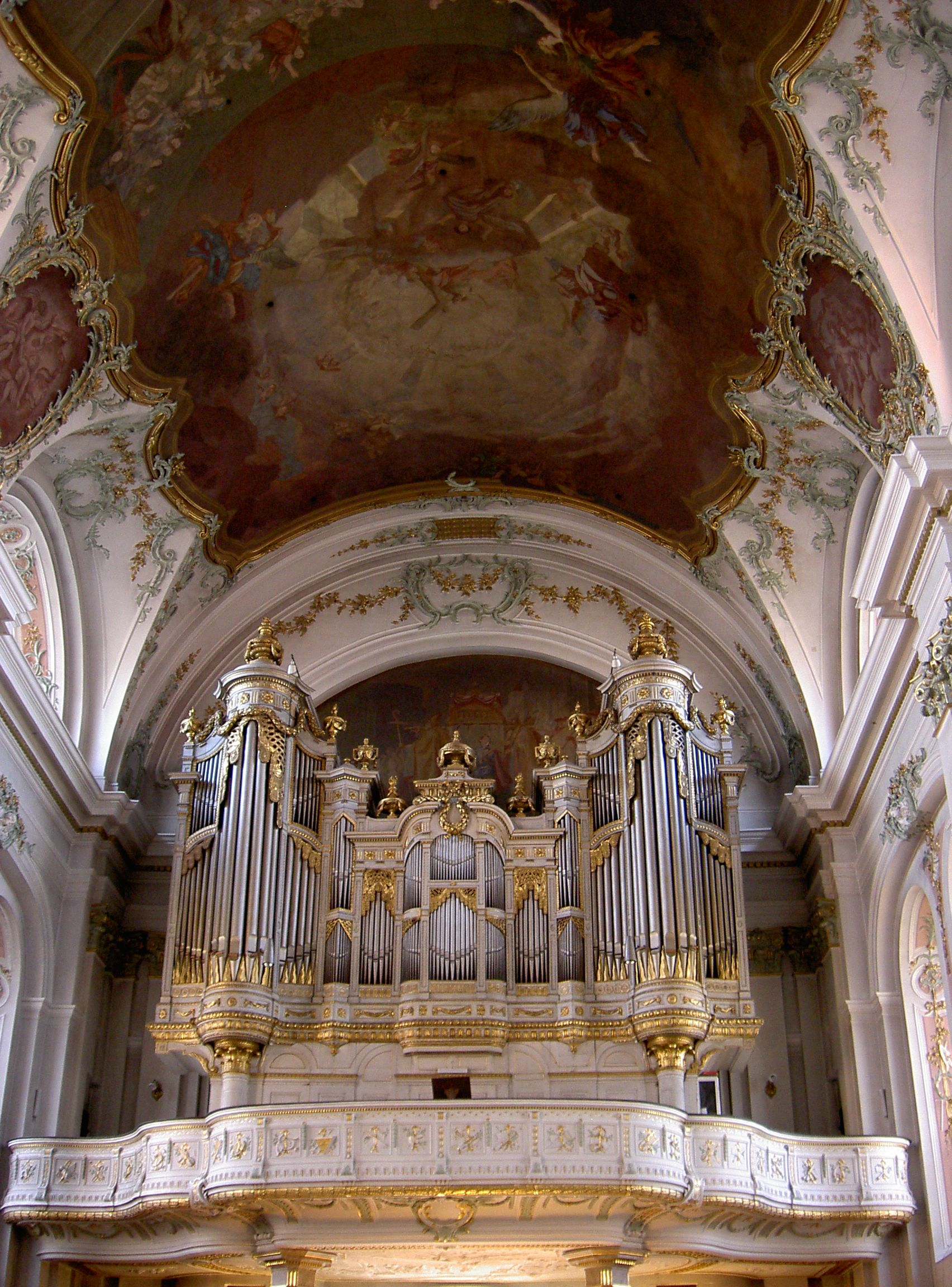
Orgel von St. Ignaz

Die Witwe Anna Clara Manera und ihr Sohn Jakob, der „ledigen Standes“ starb, sind in der Krypta unter der Kirche bestattet. Ihre „Backofengräber“ sind typisch für St. Ignaz, aber sonst am Mittelrhein selten. Das Grab (Nr. II,6) der Orgelstifterin Anna Clara Manera in der Südwand der Krypta trägt folgende Inschrift:
„Anna Clara Manera / 1700 Geboren gestorben 1781. / Hier, Leser ruht die Asche einer Frauen, / die Muth und Männer-Geist besaß, / Sorgfältig Ihrer Kinder Glück zu bauen, / Ergoß in reichem Maaß / Auf ihre Handlung sich des Himmels Segen. / Sie wandelte dabey stets auf den Wegen / Der christlichen Gerechtigkeit, / Ihr gutes Herz war auch bereit / Bedrängten Armen mildreich beyzustehen; / Die Tempel und Altär geschmückt zu sehen / war Ihre fromme Freud, / Der Orgel Pracht zu St. Ignaz ist Ihrer Andacht Werk. / O lieber Leser merk: / Durch Wohlthun und Religion / Bekömmt man einst den ewigen Lohn.“ 